# Црква Светог оца Николаја Мирликијског Чудотворца у Ћуковцу
Црква Светог оца Николаја Мирликијског Чудотворца у Ћуковцу, насељеном месту на територији града Врања, православни је храм који припада Епархији врањској Српске православне цркве.
Црква посвећена Светом оцу Николају Мирликијском Чудотворцу подигнута је према натпису изнад западног портала на улазу у цркву: 
У име Оца и Сина и Светога Духа храм овај Св. Николаја обновљен је на темељу старе задужбине из славног доба Немањића, за владе Њ.В. Краља Србије Петра Првог. Храм подигнут добровољним прилозима од побожних хришћана села Ћуковца, трудом Јанча Стаменковића, тутор Стојани Величковић. Храм је освећен од Њ. Преосвешт. епископа нишког Никанора 25. августа 1906. године, свештеник цркев Арса Поповић, озидаше Зафир и Милан Стошић и ...
На иконостасу се налази 45 икона, које је насликао зограф Т. И. Буџароски, у периоду од 1905. до 1906. године.
Црква је обновљена 2002. године.